# Interkolumnij
Interkolumnij v arhitekturi razmik med stebri v nizu, merjeno na dnu trupa stebra od osi do osi.
V klasični, renesančni in baročni arhitekturi je bil interkolumnij določen z definicijo, ki jo je v 1. stoletju pr. n. št. določil rimski arhitekt Vitruvij. On je zapisal standardne interkolumnije za tri klasične grške rede, izražene s širino premera stebra, dvojne dolžine Vitruvijevega modula  in opozoril,  da razmik med stebri enak ali večji od treh premerov pripelje do lomljenja kamnitega arhitrava.

## Standardni interkolumniji
Standardni interkolumniji so naslednji:
- Piknostil - en in pol premer
- Sistil - dva premera
- Eustil - dva in tričetrt premera; po Vitruviju najboljši proporc[5]
- Dijastil - trije premeri
- Areostil - štiri ali več premerov, kar zahteva lesen namesto kamnit arhitrav.
- Areosistil - izmenično areostil in sistil.